# What Makes a Man
«What Makes a Man» — третий сингл со второго студийного альбома Coast to Coast группы Westlife. Это первый сингл группы, не достигший первой строчки британского хит-парада. В чартах он уступил самой продаваемой записи 2000 года — «Can We Fix It» Боба-Строителя (персонажа детской телевизионной передачи). В целом, продажи «What Makes a Man» превысили 400,000 отметку, обеспечив синглу золотой статус.

## Список композиций
Великобритания (CD1)
1. «What Makes A Man» (Single Remix) — 4:06
2. «I’ll Be There» — 3:41
3. «My Girl» — 2:46

Великобритания (CD2)
1. «What Makes A Man» (Single Remix) — 4:06
2. «I’ll Be There» (Original Version) — 3:23
3. «What Becomes Of The Brokenhearted?» — 3:30

## Позиция в чартах
| Chart          | Peak position |
| -------------- | ------------- |
| Ирландия       | 2             |
| Великобритания | 2             |